# Adelitas Way
Adelitas Way es una banda de hard rock de Las Vegas, Nevada formada en 2006, que estalló en la corriente principal en 2009 por su canción "Invincible", que es el tema oficial de WWE Superstars en WGN America. También interpretan la canción "A New Day" como tema para el difunto equipo de la WWE The Legacy y posteriormente se utilizó como el tema musical de Ted DiBiase. El 14 de julio de 2009, su auto-titulado álbum debut fue lanzado.

## Historia de la banda

### Formación y primeros años: 2005-2008
La banda se formó en 2005 en Las Vegas, Nevada, por el vocalista Rick DeJesus, guitarrista Chris Iorio y el baterista Trevor Stafford. Durante un viaje por carretera banda a Los Ángeles, California, tomaron un desvío a San Diego, California, y cuando Rick se despertó de la siesta en la parte trasera del camión de la banda, que se estaban detenidos en México. Se dio cuenta de que Policías corruptos habían robado a la banda, pero Rick escondió un poco de dinero en los calcetines. Asustados, la banda fue al primer bar que encontraron en Tijuana para tomar una cerveza y calmar sus nervios. Era el bar Adelita. "Había un montón de jóvenes, muy guapas y me di cuenta que era básicamente un burdel", explica Rick. "Yo conversé con una chica, preguntándose por qué ella estaba viviendo esta vida? Y escribí una canción sobre eso. El nombre del grupo surgió de las historias tristes detrás de la 'forma' que vivía en la Adelita-Adelitas Way. Como compositor," Rick continúa, "Estoy muy emocionado, me pongo en los zapatos de la gente mucho y vivir vicariamente. Mis canciones son sobre situaciones de verdad." Eso se refleja en su álbum. Por ejemplo, "All Falls Down" se trata de espacio de cabeza de Rick antes de abandonar el municipio de Bristol, que es un suburbio de Filadelfia, Pensilvania. "Antes me movía, todo era triste y deprimente. Pero cuando era niño, su única preocupación era lo que iban a ser de Halloween, o conseguir para la Navidad. Así que la canción es acerca de cómo se debería haber saboreado esos momentos. Yo tomaba las cosas por sentado."

### Home School Valedictorian (2008-2011)
En el otoño de 2008, la banda consiguió un contrato para su primer gran-label, Virgin Records. Después de entintado con Virgin Records, Rick DeJesus, y el baterista Trevor Stafford se dirigió a Groovemaster Studios en Chicago, Illinois, donde el productor Johnny K esperaban su llegada. Antes de que la banda comenzó a viajar en apoyo de su nuevo disco, la banda amplió con la adición de un bajista permanente en Derek Johnston y un guitarrista adicional y vocalista, Keith Wallen (antes de la banda de Knoxville, cobre). El 17 de abril de 2009, su primer sencillo del álbum "Invincible" se encuentra disponible vía descarga a través de iTunes. Su homónimo álbum de debut fue lanzado el 14 de julio de 2009.
En octubre de 2010 se reveló que la canción "Scream" sería parte del soundtrack de la película Saw 3D.
Su segundo álbum Home School Valedictorian fue lanzado el 7 de junio de 2011, cuyo primer sencillo fue "Sick" y vídeo que fue lanzado el 12 de mayo de 2011. Posteriormente lanzaron como segundo sencillo la canción "The Collapse".

### Stuck (2012-presente)
La banda comenzó a escribir a finales de 2012 y continuó hasta julio de 2013. El 7 de mayo de 2013, el guitarrista Keith Wallen reveló a través de su página de Facebook que abandonaba la banda para perseguir sus propios objetivos personales. A finales de julio, se anunció que el ganador del Premio Grammy el productor de rock Nick Raskulinecz estaría produciendo su tercer álbum. La grabación está programada para comenzar en principios de septiembre en Nashville, Tennessee, 13 canciones estarán en el nuevo álbum, como "Dog On a Leash", "We Came", "Undercover You", "Save The World", "Deserve This", "Stuck", "Different Kinda Animal", "Change The Earth", "What You Are", "Not Thinkin' 'bout me", "Undivided", "Drive",  y una última canción todavía no es revelada. Su primer sencillo del nuevo álbum "Dog on a Leash", fue lanzado el 8 de abril de 2014, seguido de un vídeo musical. El 9 de mayo de 2014, se reveló el título del nuevo álbum, "Stuck", y se espera que sea lanzado oficialmente durante el verano a través de Virgin Records/CMG.

## Miembros

### Miembros actuales
- Rick DeJesus - voz (2006-presente)
- Trevor "Tre" Stafford - batería, percusión (2007-presente)
- Robert Zakaryan - guitarra líder (2011-presente)
- Andrew Cushing - bajo (2014-presente)

## Miembros anteriores
- Chris Ioro - guitarra líder (2006-2009).
- Creighton Bibbs - guitarra líder (2009-2010).
- Keith Wallen - guitarra rítmica, coros (2009-2013).
- Derek Johnston - bajo (2009-2013).

## Discografía

### Álbumes de estudio
| Adelitas Way              | - Lanzado: 14 de julio de 2009 - Discográfica: Virgin - Formatos: CD, descarga digital                         | —  | —  | 15 | — | —  |
| Home School Valedictorian | - Lanzado: 7 de junio de 2011 - Discográfica: Virgin - Formatos: CD, descarga digital                          | 66 | 16 | —  | 4 | 20 |
| Stuck                     | - Lanzado: 29 de julio de 2014 - Discográfica: Virgin - Formatos: CD, descarga digital                         | 30 | 6  | —  | 2 | 9  |
| Getaway                   | - Lanzado: 26 de febrero de 2016 - Discográfica: The Vegas Syn/The Fuel Music - Formatos: CD, descarga digital | —  | 18 | —  | 8 | 25 |

### Sencillos
| Canción          | Posiciones en el chart | Posiciones en el chart | Posiciones en el chart | Álbum                     | Año  |
| Canción          | EUA Alt.               | EUA Main.              | EUA Rock               | Álbum                     | Año  |
| ---------------- | ---------------------- | ---------------------- | ---------------------- | ------------------------- | ---- |
| "Invincible"     | —                      | 4                      | 25                     | Adelitas Way              | 2009 |
| "Last Stand"     | —                      | 29                     | —                      | Adelitas Way              | 2010 |
| "Sick"           | 29                     | 1                      | 11                     | Home School Valedictorian | 2011 |
| "The Collapse"   | 33                     | 2                      | 16                     | Home School Valedictorian | 2011 |
| "Criticize"      | —                      | 1                      | 17                     | Home School Valedictorian | 2012 |
| "Alive"          | —                      | 6                      | 26                     | Home School Valedictorian | 2012 |
| "Dog on a Leash" | —                      | 7                      | —                      | Stuck                     | 2014 |
| "Save the World" | —                      | 44                     | —                      | Stuck                     | 2014 |